# Parnea, Semenivka
Parnea (în ucraineană Парня) este un sat în comuna Karpovîci din raionul Semenivka, regiunea Cernihiv, Ucraina.